# Dapitant
Dapitant ist eine chemische Verbindung, die als potenzieller Arzneistoff zur Behandlung von Migräne-Schmerzen entwickelt wurde. Nachdem in einer klinischen Studie keine Wirksamkeit bei der Akutbehandlung der Migräne beobachtet werden konnte, wurde seine weitere klinische Entwicklung von dem Pharmaunternehmen Aventis eingestellt. Pharmakologisch ist Dapitant ein Neurokinin-Antagonist.

## Wirkmechanismus (Pharmakodynamik)
Dapitant hemmt als Antagonist den Neurokinin-NK1-Rezeptor. Es verdrängt den körpereigenen Liganden Substanz P von seiner Bindungsstelle am Rezeptor und verhindert dadurch die durch Substanz P vermittelten Effekte. Im Tierexperiment wirkt Dapitant entzündungshemmend und analgetisch. Zudem hemmt es in einem Tiermodell der Migräne die krankheitstypische Freisetzung entzündungsfördernder Peptide. Eine therapeutische Wirksamkeit konnte jedoch in klinischen Studien nicht bestätigt werden.